# 微软认证
微軟認證是微軟公司所推動的證照制度，分為個人與微軟合作夥伴認證兩大類，個人類認證於考生經指定科目的認證考試，通過者授予相對應的證書與資格，用以證明其對於微軟軟體或是應用平台的專業能力，合作夥伴得以微軟所規定的條件，符合條件者得授予不同的資格。目前全球已有超過二百三十萬人取得認證資格。
微軟認證早期是由 MCP，MCSE (Windows NT 3.51) 以及 MCSD (WOSA) 所組成，隨著微軟產品的演進與擴張，接著推出 MCSE+I，MCP+I，MCP+SB 等認證，後期更推行了 MCDBA 以及 MCAD 等認證，直到 2005 年 SQL Server 2005 與 Visual Studio 2005 起，微軟即將認證分成三階段(Technology Specialist, Professional and Architect)，作為 MCP 的繼承者。
2008 年微軟更新認證的藍圖，加入MCM (Microsoft Certified Master) 認證。
2012 年因應雲端服務架構，修改認證的層次，恢復 MCSE/MCSD/MCSA 層次，並新加入 MCSM (Microsoft Certified Solutions Master) 認證。

## 2012年起的認證架構

### 微軟認證解決方案大師（Microsoft Certified Solutions Master，MCSM）
2012年，微軟將原有的 MCM 認證升級，並更名為微軟認證解決方案大師 (Microsoft Certified Solution Master)。

### 微軟認證解決方案專家（Microsoft Certified Solutions Expert，MCSE）
2012年10月，微軟重新啟用 MCSE 認證稱號，目前國際最著名就是的MCSE，但名稱已改為微軟認證解決方案專家 (Microsoft Certified Solution Expert)，因應考古題氾濫以及認證與實務相差甚遠的詬病，改採用新一代的雲端解決方案，配合私有雲建置、虛擬化、BI、自動化等，來識別認證的技能，並且以Solutions為主軸，IT技術為輔助，考試大幅加重了實作考題，和以前用認證的制度相比，解決(Solutions)字代表的是更廣泛，較無明顯界定的專業技術範圍，且取消一試就發一張MCTS的制度，取消證照永久效用，改以兩、三年再認證機制，減少85％認證數目，廢除過期考試科目及證照。。

### 微軟認證解決方案開發人員（Microsoft Certified Solution Developer，MCSD）
與 MCSE 並列為微軟二大高階認證之一，其認證方向是以程式開發人員 (Developer) 為主，通過此認證考試的專業人員會被視為具有使用微軟應用平台，程式語言與技術發展企業解決方案的人員，由於目標是針對企業解決方案，因此考試科目較著重於企業應用程式的開發，並不會太過於重視軟體發展方法，以及程式語言本身。
2012年，微軟再次恢復使用 MCSD 認證的名稱，以因應雲端化以服務為基礎的開發人員認證需求，並首波推出以 Windows Store App 以及 Web Application 為主的 MCSD 認證。

### 微軟認證解決方案助理師（Microsoft Certified Solution Associate，MCSA）
2012年，微軟重新啟用MCSA稱號，但名稱已改為微軟認證解決方案助理師 (Microsoft Certified Solution Associate)，並且不限系統工程師路線，開發人員路線也有 MCSA 認證。

### 微軟認證專家（Microsoft Certified Professional，MCP）
微軟認證中最早期，也是使用最久的認證稱號，也有部份文章或介紹會以 MCPS (Microsoft Certified Professional Specialist) 來代表MCP，目前僅為微軟認證專業人員計畫 (Microsoft Certified Professional Program) 的繽寫，只要通過任何一科微軟發行的認證考試，即可取得MCP的資格
自2019年起，单独通过某门考试将不再提供MCP证书了，相关说明您可以查看以下链接：
https://www.microsoft.com/zh-cn/learning/microsoft-certified-professional.aspx （页面存档备份，存于）

### 微軟技術助理 (Microsoft Technology Associate)
微軟技術助理認證是微軟為技術入門者 (Entry Level) 所提供的入門級認證，難度比MCP等認證要簡易一些，因為它鎖定的是大專在學學生，而不是擁有一定經驗與能力的IT工作者。主要的測驗範圍也都鎖定在初階的基礎知識項目。MTA早期是專門給大專在學學生的考試，但2012年底微軟宣布開放給社會人士，因此現在MTA不限學生，任何有興趣的人都可以報考。

### 微軟專員 (Microsoft Specialist)
Microsoft Specialist 是一個特殊的認證，它雖然也是一個獨立的認證，但是它的存在是給像 MCSD 這樣的認證的基礎需求所設定的。

## 2005-2012年的認證架構

### 技術專精人員系列 (Technology Specialist Series)
微軟認證技術專員 (MCTS) 是新一代的微軟專業認證，並做為 MCP (Microsoft Certified Professional) 的繼承者，持有 MCTS 代表對微軟某個技術或某個產品具有充分的技術能力，可以執行組態設定 (針對網管或系統管理人員) 或程式撰寫能力 (針對開發人員)，MCTS 是以 產品 和 技術 為認證的標的，與前一代的 MCP 系列不同，每一個 MCTS 認證均只有一科考試科目，只要通過該科考試，即可取得 MCTS 資格。

### 中階專業人員系列 (Professional Series)
微軟新一代認證的中級認證，分為 MCITP 以及 MCPD 兩種，分別代表系統管理員與程式開發人員的中級認證，與 MCTS 類似，是以特定技術領域為認證標的，但 MCITP 與 MCPD 的認證目標，是測驗考生對於目的職務 (job) 的工作勝任能力，與 MCTS 只單純測驗產品熟悉度完全不同，考試內容可能會包含設計，規劃，發展，評量與計畫制定等特殊的能力，而這些能力都是專注在特定的職務上，像是系統工程師以及系統分析師之類的職務。
正由於所認可的方向完全不同，因此單一認證可能需要多於一科的考試，並且也有前置的 MCTS 考試需求。
MCITP 與 MCPD 的考試以 PRO 為前置字，代表其考試為專業級考試。

### 高級專家系列 (Master Series)
微軟認證高級專家是微軟在 2008 年新推出的認證，作為微軟三階段認證中的最高級認證，並將MCA認證獨立出來成為一個獨立計畫，MCM認證將會作為申請MCA考試的前置需求。根據微軟的定義，微軟認證高級專家可以從事其認可領域中的高級能力，舉凡規劃、設計、發展、建置、部署、支援、維護與問題排除等都可以執行，也因為高級專家認證必須要有如此高深的能力，因此微軟在高級專家認證計畫中加入了培訓的條件，也就是每一位高級專家的考生都必須要在微軟總部受訓三個星期，並且通過微軟舉辦的筆試以及實驗室考試後，才可以被授予高級專家的認證。

### 架構師系列 (Architect Program)
MCA 是微軟新推出的最高階認證，代表對 MCA 所測驗的領域有著高級或專家水準等級的技能與知識，可以在企業中規劃與推行企業資訊架構 (IT Architecture)，由需求分析，規劃，設計，發展，部署，建置與維運等週期所需要的工作，都可以勝任。
MCA 分為兩種，一種是無視任何技術（亦即不一定只測驗微軟本身的技術，其他競爭對手的也會被測驗到）的廣度技術架構師 (Broad Architect)，另一種則是以特定微軟產品為主的深度架構師 (Depth Architect)，又被稱為技術架構師 (Technology-based Architect)。

## 2005年之前的認證架構

### 微軟認證專家（Microsoft Certified Professional，MCP）
微軟認證中最早期，也是使用最久的認證稱號，也有部份文章或介紹會以 MCPS (Microsoft Certified Professional Specialist) 來代表MCP，目前僅為微軟認證專業人員計畫 (Microsoft Certified Professional Program) 的繽寫，只要通過任何一科微軟發行的認證考試，即可取得 MCP 的資格，不過下列三科考試除外：
```
Exam 70-058: Networking Essentials
Exam 70-240: Microsoft Windows 2000 Accelerated Exam for MCPs Certified on Windows NT 4.0
Exam 70-536: TS: Microsoft .NET Framework, Application Development Foundation

```

### 微軟認證系統工程師（Microsoft Certified System Engineer，MCSE）
MCSE 是微軟認證中的高階認證之一，代表持有認證的專業人員，對微軟的伺服器，網路技術，系統管理的建置，管理，部署以及維護等工作具有相當的經驗與知識，適合網路工程師，系統管理員，系統工程師或網路管理師等職務，在早期與 MCSD 並列微軟的兩大高階認證，最早的版本是 Windows NT 3.51，接著在每個 Windows Server 的版本更新，就會更新 MCSE 的認證要求。

### 微軟認證解決方案開發人員（Microsoft Certified Solution Developer，MCSD）
與 MCSE 並列為微軟二大高階認證之一，其認證方向是以程式開發人員 (Developer) 為主，通過此認證考試的專業人員會被視為具有使用微軟應用平台，程式語言與技術發展企業解決方案的人員，由於目標是針對企業解決方案，因此考試科目較著重於企業應用程式的開發，並不會太過於重視軟體發展方法，以及程式語言本身。
早期的 MCSD 是以 WOSA (Windows Open System Architecture) 為主，考驗開發人員對 Windows 環境的熟悉度，然後搭配兩科與應用程式開發有關的考試作為選考科目，當時微軟有將 MFC 以及 OLE 開發等納入選考科目中，以及當時初次進入認證考試的 Visual Basic 5.0 產品。

### 微軟認證資料庫管理員（Microsoft Certified Database Administrator，MCDBA）
MCDBA 為微軟針對 SQL Server 資料庫所推出的獨立認證，特別針對資料庫管理員所設計，持有此認證的專業人員，可被視為具有管理 SQL Server 以及設計資料庫應用的專業能力與知識。MCDBA 最早是自 SQL Server 7.0 開始推出，歷經 SQL Server 2000 時期，兩個時期的認證要求差不多，都是要求通過四科考試，包含資料庫系統管理，資料庫設計，伺服器作業系統管理以及選考科目。

### 微軟認證應用程式開發人員（Microsoft Certified Application Developer，MCAD）
MCAD 為微軟在 .NET Framework 1.0-1.1 時期，為了與 MCSD 工作項目有所區分，並且不是所有人都具有系統分析能力的情況下，所加入的認證資格，持有此認證表示具有應用 Microsoft .NET 技術發展應用程式的能力，應用程式不一定要 Windows 與 Web 都精通，但一定要會 XML Web Service 和伺服器端的開發，這些需求也反應到了考科之上。

### 微軟認證系統管理人員（Microsoft Certified System Administrator，MCSA）
MCSA 是在 Windows 2000 的後期登場，主要原因是 MCSE 的考科數過多，而且多數的網路管理人員並不需要對設計網路架構所有涉獵，因此考科可降為四科，其中有一科是專為 MCSA 所設計的 Exam 70-218: Managing a Microsoft Windows 2000 Network Environment，其實此科為 Exam 70-216 以及 70-217 二科考試，針對系統管理的角色所重新設計的考試，其他考試則與 MCSE 相似。到了 Windows Server 2003 時期，微軟即不再為系統管理員設計考試，而是將原有的考試科目納入 MCSA 的考科中。

### 微軟認證桌面支援專員（Microsoft Certified Desktop Support Technician，MCDST）
MCDST 首次推出是在 Windows XP 時期，微軟發現在桌面作業系統以及應用程式維護的需求增加，而現有的 MCSE 與 MCSA 又過於偏向企業級應用環境，因此微軟特別為桌面應用環境設計了 MCDST 認證，持有此認證的專業人員被視為對 Windows XP 的用戶端作業系統以及其上的應用程式的維護與技術支援的能力，能夠針對安裝 Windows XP 的電腦執行維護與故障排除工作。

## 不受年度影響的認證架構

### Microsoft Office使用者專家認證
應用程式使用者係指使用Microsoft Office的使用者群，微軟針對了Microsoft Office的使用者設計了MOS (Microsoft Office Specialist) 認證，用來測驗考生對Microsoft Office應用程式的操作能力，MOS的考試多是以實機測驗 (Performance-Based Exam) 為主。
因應Office 2007的推行，微軟發布了新一代MOS的繼承者：MCAS (Microsoft Certified Application Specialist) 與 MCAP (Microsoft Certified Application Professional) 兩種認證，並且整併了 MOS、MCAS 與 MCAP 三個認證，合稱為微軟商務認證 (Microsoft Business Certifications)，但因為某些因素，Office 2010年時又恢復使用MOS認證計畫。

### Microsoft Dynamics 認證
Microsoft Dynamics 認證是針對微軟的商業解決方案產品群所設計的認證，分為專員級與專家級兩種。
MCBMSS 專員級認證是以 Microsoft Dyanmics 產品中的特定模組應用的技能設計，例如 Microsoft Dyanmics AX 的財務管理模組有一科考試，或是 Microsoft Dyanmics SL 的安裝與設定有一科考試等，每科考試都代表一個模組的使用、管理、開發或維護等。
MCBMSP 專家級認證則是將 MCBMSS 考試以及和微軟產品的整合，組成以特定工作 (job) 為測驗標的的認證系統，例如 Applications for Microsoft Dynamics CRM 4.0、Developer for Microsoft Dynamics NAV 與 Installation and Configuration for Microsoft Dynamics SL 等。

### 教育訓練認證
MCT 與 MCLC 為微軟特別為專業級講師以及學習顧問的認證，在微軟的教育訓練體系中，具有 MCT 的講師才可以在微軟認可的教育訓練中心 (Microsoft Certified Partner: Learning Solution) 中，使用微軟的教材 (Microsoft Curriculum) 來授課，而且 MCT 是一種具有期限的認證，其考試方式也因各國的情況而有所不同。MCLC 則是具有經驗的 MCT，透過展示學習路線規劃能力的測驗才可以取得，證明其具有學習與訓練的規劃能力。

## 已經終止的認證
微軟認證系統工程師兼網際網路專長 (Microsoft Certified Systems Engineer + Internet，MCSE+I)

微軟認證專業人員兼網際網路專長 (Microsoft Certified Professional + Internet，MCP+I)
此為微軟在網際網路初期推廣 Windows NT Server 4.0 以及 IIS (當時為 3.0 與 4.0) 時所推出的認證，MCP+I 是設計給初階的網管工程師，MCSE+I 則是設計給高級的系統工程師，MCSE+I 也是微軟少數考試科目數量超過七個的認證。
MCP+I 要求三科考試，包含：
```
Server Exam:
Exam 70-067: Implementing and Supporting Microsoft Windows NT Server 4.0 
TCP/IP Exam:
Exam 70-059: Internetworking with Microsoft TCP/IP on Microsoft Windows NT 4.0 

Internet Server Exam: (考一科)
Exam 70-077: Implementing and Supporting Microsoft Internet Information Server 3.0 and Microsoft Index Server 1.1
OR
Exam 70-087: Implementing and Supporting Microsoft Internet Information Server 4.0

```

MCSE+I 要求九科考試，包含：
```
Networking Exam:
Exam 70-058: Networking Essentials 

Windows NT 4.0 Exams:
Exam 70-073: Implementing and Supporting Microsoft Windows NT Workstation 4.0 
Exam 70-067: Implementing and Supporting Microsoft Windows NT Server 4.0
Exam 70-068: Implementing and Supporting Microsoft Windows NT Server 4.0 in the Enterprise

TCP/IP Exams: 
Exam 70-059: Internetworking with Microsoft TCP/IP on Microsoft Windows NT 4.0 

Internet Server Exams: (考一科)
Exam 70-077: Implementing and Supporting Microsoft Internet Information Server 3.0 and Microsoft Index Server 1.1
Exam 70-087: Implementing and Supporting Microsoft Internet Information Server 4.0 

Internet Explorer Exam: (考一科)
Exam 70-079: Implementing and Supporting Microsoft Internet Explorer 4.0 by Using the IEAK
Exam 70-080: Implementing and Supporting Microsoft Internet Explorer 5.0 by Using the IEAK

Elective Exams: (考二科)
Exam 70-081: Implementing and Supporting Microsoft Exchange Server 5.5 
Exam 70-088: Implementing and Supporting Microsoft Proxy Server 2.0 
Exam 70-028: Administering Microsoft SQL Server 7.0 
Exam 70-056: Implementing and Supporting Web Sites Using Microsoft Site Server 3.0 
Exam 70-018: Implementing and Supporting Microsoft Systems Management Server 1.2

```

微軟認證專業人員兼網站建構專長 (Microsoft Certified Professional + Site Building，MCP+SB)
此為 MCSE+I 和 MCP+I 同樣時期推出的認證，設計給專門開發網站的專業人員，它要求由三科考試中選考二科。
```
Exam 70-055: Designing and Implementing Web Sites with Microsoft FrontPage 98 
OR
Exam 70-057: Designing and Implementing Commerce Solutions with Microsoft Site Server 3.0, Commerce Edition 
OR
Exam 70-152: Designing and Implementing Web Solutions with Microsoft Visual InterDev 6.0

```

## 考試方式
微軟認證的考試多以電腦筆試方式進行，現時由VUE提供微軟的考試服務，(MOS、MCAS與MCAP考試則是由Certiport提供)，考生可以在當地的授權考試中心 (Authorized Testing Center) 參加考試，考試費用在北美是125美元，微軟的考試代碼以070開頭，例如070-640 為微軟Windows Server 2008的Active Directory組態考試。考生在考完試後可以馬上拿到成績單，成績單會列出考試通過分數 (PASS SCORE) 與考生得到的分數，部份考試還會列示出考試所測驗的各個主題的得分情況，讓考生可以知道需要再加強哪些地方。
不過微軟在 MCSE on Windows NT 4.0以及MCSE on Windows 2000的時期，發現有許多考生利用不正常的手段（像是Braindump，買考題背答案等等）通過考試，因此微軟開始著手研發新的考試題目類型，並且開始在MCSD, MCSE on Windows Server 2003等考試中運用，微軟將這些改變稱為Testing Innovations，目前微軟官方已公布的考試類型有：
- Hot area questions

在題目中顯示一張圖，由考生在圖的特定區域中點選作答。
- Active screen questions

在題目中提供操作介面，由考生在介面中作答（例如點選特定選項）。
- Drag-and-drop questions

在題目中提供作答空間以及可選擇的答案，由考生將答案拖放至特定的作答空間。
- Build list and reorder questions

在題目中列出數個步驟，由考生選取必要的步驟，並且排序成正確的順序。
- Create a tree questions

在題目中列出數個答案，由考生建立對應的解答樹。
- Testlet exam format

以題組的方式呈現，在題組中會先提出一個情境，考生依此情境來回答題組中的問題。
- Simulation questions

題目以一個模擬環境呈現，考生要利用模擬環境作答。
- Performance-Based Exam

以線上 Lab 實作方式的問題，測驗考生實際的操作與設定能力，目前已有 Exam 70-640: TS: Windows Server 2008, Active Directory Configuration 導入此種考試類型（只在部份國家有，代碼為 88-640，但未來會全面取代現有的 70-640）。
MCT、MCLC、MCM 和 MCA 認證的考試則可能不只有筆試，而且是由微軟自行辦理，同時也可能會有MCITP 或 MCPD等前置需求。

## 考試的發展與測試型考試
微軟在 MCP 系列的中的考試，均依照微軟內部的規劃，並經常八道程序來發展：
1. 工作分析 (Job analysis)。
2. 目標領域定義 (Objective Domain Definition)。
3. 計畫調查 (Blueprint survey)。
4. 試題發展與命題 (Item development)。
5. 初步檢閱 (Alpha Review) 與試題校訂 (Item revision)。
6. 發布測試型考試 (Beta exam)。
7. 決定最終題庫中的試題，並決定通過分數 (Item-selection and cut-score setting)。
8. 推出正式考試 (Live Exam)。

在微軟推出新產品並發展考試的第六階段，會在一定期間內推出測試考試 (Beta Exam)，測試考試以71開頭，在測試考試期間，只要有收到微軟寄發的邀請函，即可利用邀請函中的優惠碼(Promotion Code)報名，可以減免所有的考試費用，考生在考完測試考試後，並不會馬上得到成績單，而是在考試進入正式考試 (Live Exam)階段後，才由原廠寄發成績單，同時考試供應商的網站的個人考試記錄中也會更新。若測試考試達到通過成績時，視同通過正式考試，可獲得認證資格。大多數參加測試考試的考試都會評分，但也有少數不被評分的狀況（考試狀態仍保持為 Tested，沒有改為 Passed 或 Failed）。

## Charter 認證資格
- 在微軟考試進入 Live Exam 狀態後，在一定期限 (大多為六個月) 或是一定數量的名額內通過者，可以獲得 Charter 等級的證書，在早期被稱為 Early Bird 或 Early Archive，意思是率先取得認證者。
- 只要是在 Beta 考試時就通過的考生，都可以拿到 Charter 認證資格。

## 有效期限
視認證的不同，有不同的有效期限：
- MCP, MCSE, MCSD, MCAD, MCDBA, MCSA, MCDST：永久有效。
- MCTS：在所對應的產品主流支援生命週期結束後失效（大約是5-8年）。
- MCPD, MCITP：一開始規劃的有效期是三年，後來改為與 MCTS 相同。
- MCT, MCLC: 每年都需要申請更新認證。
- 新規 MCSE 每3年要重新認證一次，而 MCSD 每2年需重新認證一次。